# Conséquences économiques de l'immigration
Les conséquences économiques de l'immigration sont l'ensemble des effets d'ordre économique de l'immigration, c'est-à-dire de l'installation d'un individu dans un pays autre que celui dont il est originaire. La science économique s'est intéressée depuis longtemps aux questions liées à la mobilité des travailleurs. Les études économétriques sur les effets économiques de l'immigration se sont multipliées au XXe siècle.

## Vue synthétique
La recherche suggère que la suppression des barrières migratoires pourrait avoir un impact significatif sur le produit intérieur brut (PIB) mondial. Les estimations suggèrent que cela pourrait conduire à une augmentation du PIB mondial comprise entre 67 % et 147,3 %,,,,,.
Par exemple selon le Centre for Global Development, l'ouverture de toutes les frontières pourrait ajouter 78 000 milliards de dollars au PIB mondial,.
Les études économiques sur les migrations internationales tendent à montrer que les effets de l'immigration sur les populations autochtones sont positives, mais faibles. Les études sont plus nuancées concernant l'effet des migrations sur les populations autochtones faiblement diplômées ; les effets sur ces populations sont faibles, qu'ils soient positifs ou négatifs,,,,,,,,,,,,,,,,,,,,,,,,,,,,
Une étude publiée par David Card, Christian Dustmann et Ian Preston (2012), « Immigration, Wages, and Compositional Amenities », indique que « la plupart des études existantes sur les conséquences économiques de l'immigration suggère que ces conséquences sont faibles, et qu'en moyenne, elles sont positives pour la population autochtone ». Örn Bodvarsson et Hendrik Van den Berg conduisent, dans leur livre The Economics of Immigration: theory and policy (2013), une revue des articles académiques sur le lien entre immigration et niveau de vie, et concluent « une comparaison des preuves apportées par différentes études [...] rend clair que, à quelques rares exceptions, il n'y a pas de preuve statistique forte qui soutienne l'opinion commune selon laquelle l'immigration a un effet adverse sur les travailleurs autochtones du pays de destination des migrants ».
Le consensus parmi les économistes européens est que la liberté de mouvement des travailleurs au sein de l'Europe améliore le niveau de vie de l'Européen moyen, ainsi que de l'Européen moins qualifié. L'augmentation du niveau de vie des populations autochtones due à l'immigration qualifiée fait consensus parmi les économistes américains. Il fait aussi consensus que l'immigration non-qualifiée améliore le niveau de vie des autochtones, mais a un effet négatif sur les populations moins qualifiées, à défaut d'une compensation.
Le consensus parmi les économistes américains au sujet du lien entre immigrationet innovation est que « l'immigration qualifiée stimule l'innovation et la productivité ». Dans le Handbook of the Economics of International Immigration (2015), Robert W. Fairlie et Magnus Lofstrom écrivent que, comme l'a montré une étude de 2013 sur la littérature académique économique, « la plupart de la recherche qui a été réalisée [sur ce sujet] indique une contribution positive nette des entrepreneurs immigrés ».

## Effets sur la croissance

### Effet positif
Une étude de 2016 estime que les restrictions à l'immigration dans les années 1924 aux États-Unis ont réduit le potentiel de croissance économique du pays. La régularisation des travailleurs sans papiers en France en 1981 par François Mitterrand a augmenté de 1 % le PIB français.

### Effet estimé de la mobilité des travailleurs
Des études ont étudié l'effet sur la croissance de la suppression des barrières à l'immigration. Cela aurait un effet nettement positif sur le PIB mondial, avec des gains allant de +67% du PIB mondial à +147,3%,,,,,.

## Effets sur les finances publiques

### Effet général
Une revue de la littérature académique datant de 2011 indique que la plupart des études sur le sujet montrent un effet net positif ou faible sur les finances publiques en moyenne. L'ampleur de l'effet varie selon les études. Les auteurs écrivent que l'effet net de l'immigré dépend de plusieurs facteurs, tels que son âge à l'arrivée dans le pays, son niveau d'études, la raison de sa migration, etc.

### Effet positif
Une étude de l'École d'économie de Paris (2018) montre qu'entre 1980 et 2015, « les migrations internationales ont eu un effet positive sur les performances économiques et fiscales des pays de l'OCDE ».
Aux États-Unis, une revue de la littérature en 2007 par le Congressional Budget Office estime que « ces deux dernières décennies, la plupart des efforts mis en œuvre pour estimer l'effet de l'immigration aux États-Unis sur les finances publiques ont conclu que, de manière agrégée et sur le long terme, les revenus fiscaux liés aux impôts générés par tous les types d'immigrés (légaux comme clandestins) dépassent le coût des services publics qu'ils utilisent ».
Une étude de 2018 sur les réfugiés installés en Europe entre 1985 et 2015 montre un effet positif sur les finances publiques,. Les immigrés issus de l'UE ont eu une contribution positive nette aux finances publiques au Danemark et au Royaume-Uni,.
Une étude de 2017 montre que, lorsque les immigrés roumains et bulgares établis au Royaume-Uni ont eu la possibilité légale d'obtenir des minima sociaux supplémentaires de la part du pays, peu l'ont demandé, ne causant aucune augmentation notable des dépenses publiques.

## Effets sur les inégalités sociales
Certains études établissent un lien entre l'immigration d'individus à faible niveau de compétences et une augmentation plus forte de l'inégalité salariale au sein de la population autochtone,,. Toutefois, l'immigration est responsable d'une petite partie de l'augmentation des inégalités salariales dans les pays développés,. Selon une étude américaine, l'immigration n'est responsable que d'une petite partie (5 %) de l'augmentation de l'inégalité salariale aux États-Unis entre 1980 et 2000.

## Effets sur l'emploi

### Effet sur la distribution des emplois
Les études sur les emplois occupés par les immigrés tendent à montrer que les immigrés et les autochtones n'occupent pas les mêmes emplois. Les immigrés sont souvent recrutés pour des emplois plus risqués. Cela est en partie dû aux caractéristiques des immigrés, parmi lesquels un niveau de maîtrise de la langue locale plus faible, et des niveaux de diplôme plus faibles également.
Certaines études montrent que l'arrivée d'immigrés sur le marché du travail a tendance à pousser les autochtones hors des emplois demandant des faibles compétences, leur permettant d'obtenir des emplois mieux rémunérés,.
Selon le chercheur en migration Hein de Haas, les emplois dits « de migrants » - souvent physiquement exigeants, sous-payés et de faible statut social - ne sont souvent pas jugés attrayants par les locaux, même en cas de chômage élevé. L'idée que les immigrés « volent » des emplois est donc trompeuse ; ils remplissent plutôt un rôle nécessaire sur le marché du travail en occupant des postes vacants qui, autrement, resteraient vacants.
En outre, une idée fausse très répandue est celle de la « lump of labour fallacy » ou l'hypothèse selon laquelle il y a un nombre fixe d'emplois dans une économie. En réalité, l'économie croît avec la population, y compris grâce à l'immigration. Les immigrants augmentent également la demande de biens et de services, ce qui crée davantage d'emplois. Cet « effet multiplicateur » entraîne une augmentation de l'économie globale et du nombre d'emplois.

### Effet sur la productivité et les salaires
Des études se sont concentrées sur une estimation de l'effet de l'immigration sur la productivité,,,,,. Certaines se sont concentrées sur les effets des migrations sur la croissance. Une étude trouve que lors de la période des grandes migrations aux États-Unis (1850 à 1920), l'immigration a contribué à une augmentation des salaires, de la productivité, de l'innovation et de l'industrialisation, à court terme ; à long terme, une augmentation des revenus, une réduction de la pauvreté, du chômage, une augmentation de l'urbanisation, et du niveau de diplômes américain.
Une étude de 2019 sur les travailleurs étrangers ayant une licence et travaillant dans le domaine de la science et des technologies montre que ces travailleurs n'ont pas remplacé les natifs, mais ont eu un effet positif sur le salaire de ces derniers. Une étude de 2021 montre aussi que les immigrés très diplômés en Suisse font augmenter le salaire des autochtones suisses très diplômés.
Certaines études ont suggéré que l'immigration peut contrecarrer certains effets adverses de la robotisation sur le niveau d'emploi des autochtones,. La concurrence des immigrés dans une profession a tendance à faire augmenter les salaires des autres autochtones.

### Effet sur le revenu
Une étude de 2019 montre que les restrictions à l'immigration mises en place dans les années 1920 aux États-Unis ont eu un effet négatif sur les revenus des travailleurs américains.
Une étude publiée dans Science (2017) montre que l'influx d'informaticiens d'origine étrangère dans les années 1990 en Amérique a profité aux consommateurs, car cela a fait baisser les prix, et rendu les produits plus efficaces. Cela aurait ainsi augmenté le revenu des travailleurs entre 0,2 % et 0,3 %, mais réduit les salaires des informaticiens américains entre 2,6 % et 5,1 %.

### Effet sur les délocalisations
Une étude de 2019 montre que l'immigration mène à une réduction des délocalisations des entreprises.

## Effets sur l'innovation et l'entrepreneuriat

### Effets de l'immigration en général
Beaucoup d'études académiques trouvent un lien positif entre l'immigration et l'innovation,. Une étude menée par Akcigit Ufuk, Grigsby John et Nicholas Tom (2017) montre que les zones où les immigrés sont les plus nombreux aux États-Unis sont celles où l'on innove beaucoup plus ; l'innovation y est mesurée par les dépôts de brevets et les citations académiques. Les immigrés y ont un taux de création d'entreprises plus élevé que les autochtones (Sari Pekkala Kerr et William R. Kerr, 2016).
Les entreprises détenues par des immigrés ont un taux d'innovation plus élevé que les entreprises fondées par des entrepreneurs nés en Amérique. Ainsi, dans un Policy Brief (2016), la National Foundation for American Policy remarque que « les immigrés ont fondé plus de la moitié (44 sur 87) des startups américaines qui ont une valeur supérieure à un milliard de dollars, et plus encore sont des membres clefs du management ou des équipes de développement des produits dans 70% de ces entreprises (62 sur 87) ».
L'immigration de masse peut aussi stimuler l'innovation et la croissance. Cela a fait l'objet d'études historiographiques et économiques dans le cas de l'immigration d'hughenots français en Prusse, ou encore dans le cas de l'immigration juive et bohémienne à Berlin au XIXe siècle. Un lien a aussi été montré, dans le cas américain, entre l'immigration juive et l'innovation, ainsi qu'entre l'immigration européenne en en Argentine et la croissance entre 1850 et 1914. L'immigration est-allemande en Allemagne de l'Ouest, ou les migrations de Polonais en Allemagne après que la Pologne a rejoint l'Union européenne, peuvent aussi être citées.

### Effets de l'immigration qualifiée
La présence d'immigrés décrochant un diplôme d'université est aussi corrélée à une augmentation de l'innovation. Une étude de Jennifer Hunt et Marjolaine Gauthier-Loiselle (2010) conclut qu'aux États-Unis, « une augmentation d'un point de pourcentage d'individus immigrés ayant obtenu un diplôme de licence dans la population augmente le niveau de brevets par tête entre 9 et 18 pourcents ».
L'immigration de travailleurs économiques augmente généralement le capital humain des pays qui reçoivent ces travailleurs,,,,. La fuite des cerveaux joue à ce titre un rôle important pour les pays qui réussissent à les attirer. Les doctorants d'origine étrangère sont une source de croissance importante pour les États-Unis. Dans ce pays, les travailleurs immigrés représentent une part disproportionnée des métiers dans les champs scientifiques, technologiques, ou liés à l'ingénierie et aux maths. Comme le remarque une étude du National Bureau of Economic Research (2016), « en 2013, les travailleurs immigrés représentent 19,2% des travailleurs dans le domaine de la science, de la technologie, de l'ingénierie et des maths disposant d'une licence, 40,7% de ceux disposant d'un master, et plus de la moitié - 54,5% - de ceux qui ont un doctorat ».

## Effets de l'immigration de réfugiés

### Effet général
L'effet économique positif de l'accueil de réfugiés fait l'objet d'un consensus parmi les économistes. Un questionnaire envoyé à des économistes en 2017 montre que 34 % des économistes considèrent que l'entrée de réfugiés en Allemagne depuis l'été 2015 aura, à terme, un effet économique positif sur les citoyens allemands pour la décennie à venir. 38 % étaient incertains, et 6 % n'étaient pas d'accord.
Toutefois, les études économiques sur l'effet de l'entrée de réfugiés dans un pays sur le niveau de vie des habitants n'ont pas de résultat univoque. Certaines montrent des résultats positifs, d'autres négatifs ; certaines, enfin, ne trouvent aucun effet discernable,,,,,,,,,,,,,,,. Ainsi, comme l'écrit Michael Clemens, les études économiques sur les influx de migrants et de réfugiés ont eu des résultats variés, qui indiquent souvent un effet limité, et parfois positif.
Une étude réalisée en Allemagne a conclu que les réfugiés ont des effets négatifs sur l'économie au cours des six premières années en raison de l'intégration, mais qu'ils ont ensuite des effets positifs sur l'économie.

### Études empiriques trouvant un effet positif
Certaines études de cas ont été réalisées. Une étude de 2018 sur l'effet de l'immigration de réfugiés vietnamiens aux États-Unis indique un effet positif sur les exportations américaines, notamment en direction du Vietnam. Une étude de la même année, sur les réfugiés qui se sont installés en Europe de l'Ouest entre 1985 et 2015, montre un effet macroéconomique positif, ainsi qu'un effet positif au niveau des finances publiques,.
L'influx de 1,3 million de réfugiés syriens en Jordanie, sur une population jordanienne totale de 6,6 millions, a fait l'objet d'une étude en 2019, qui montre que la situation n'a pas eu d'effet sur l'emploi des Jordaniens natifs. Une étude publiée en 2020 montre que l'influx de réfugiés syriens en Turquie a amélioré la productivité des entreprises turques.
Une étude publiée en 2017 montre qu'aux États-Unis, les réfugiés paient en impôts et taxes « 21 000$ de plus qu'ils ne reçoivent en dépenses sociales durant leurs vingt premières années aux États-Unis ».
L'administration Trump ordonne au Département de la Santé de réaliser une étude économique sur l'effet économique des réfugiés. Cette étude, qui ne devait pas être rendue publique, a été révélée a posteriori, et estime que les réfugiés apportaient aux finances publiques 63 milliards de dollars de recettes publiques de plus que qu'ils ne coûtent.
Une étude publiée en 2017 sur l'effet de long terme des réfugiés aux États-Unis sur le marché du travail américain, entre 1980 et 2010, estime qu'il n'y a « aucun effet adverse de long terme de l'entrée de réfugiés sur le marché du travail américain ».
Une étude de 2018 montre que les zones en Grèce qui ont accueilli le plus de réfugiés grecs orthodoxes après la guerre greco-turque de 1912 à 1922 ont aujourd'hui des revenus plus élevés, et de meilleurs résultats scolaires.

### Études empiriques trouvant un effet négatif
Plusieurs études trouvent des effets négatifs à l'accueil de réfugiés. Les réfugiés ont tendance à s'intégrer dans le marché du travail local moins rapidement que les migrants économiques. Cela est en partie dû à la perte de capital humain lors de leur migration.
Les réfugiés ont tendance à moins bien s'en sortir économiquement que les autochtones, à maîtrise du langage et compétences égaux. Une étude de 2013 sur les migrations en Allemagne de l'Ouest de la part des Allemands de l'Est montrent un tel effet, qui subsiste des décennies après.
L'intégration sociale joue un rôle important. Une étude sur les réfugiés aux États-Unis montre que les réfugiés entrés sur le sol américain avant l'âge de 14 ans ont des taux de réussite scolaire (au lycée, à l'université) similaires aux autochtones. Cela n'est toutefois pas le cas pour les réfugiés plus âgés, notamment du fait de la barrière de la langue, et parce qu'ils ne sont pas accompagnés par leurs parents. Les réfugiés âgés entre 18 et 45 ans au moment de leur arrivée sur le territoire ont généralement des niveaux éducatifs, une maîtrise de la langue locale, plus faible. Cela se traduit par un niveau d'emploi plus faible, des dépenses sociales plus élevées à leur égard, et des revenus plus faibles. Toutefois, la situation s'améliore à travers le temps pour le réfugié.
En 2017, une étude sur les 500 000 Portugais qui sont retournés vivre au Portugal après avoir vécu au Mozambique et en Angola, au milieu des années 1970, ont fait baisser la productivité du travail et les salaires.

## Effets de l'immigration clandestine

### Effet général
La recherche sur l'immigration illégale (ou clandestine) est parcellaire du fait de la difficulté à agréger des données. Les études tendent à indiquer un effet plutôt positif pour la population locale,, ainsi que sur les finances publiques,.

### Effets de la légalisation du statut des clandestins
Des études ont cherché à estimer les gains économiques liés à la légalisation du statut des immigrés clandestins. Aux États-Unis, ces études concluent à un effet positif en 2013, car la légalisation permettrait une augmentation du revenu de ces immigrés d'un quart, soit une hausse du PIB américain d'1,4 billion de dollars en dix ans. Une étude de 2016 estime qu'une légalisation du statut des clandestins « augmenterait leur contribution économique [...] d'environ 20 %, à la hauteur de 3,6 % du PIB du secteur privé ».
Une étude de 2018 du NBER estime que les clandestins génèrent des profits supérieurs par travailleur pour les entreprises américaines, et qu'ainsi, « restreindre leur entrée sur le marché du travail a un effet dépressif sur la création d'emplois, et donc, en retour, sur l'emploi des autochtones ».
En Espagne, la légalisation d'immigrés clandestins a fait augmenter leur revenu de 4 189 €/an/immigré. Toutefois, après la légalisation, l'emploi de certains autochtones faiblement diplômés a empiré. L'emploi des autochtones diplômés a augmenté.

### Effets de la lutte contre l'immigration clandestine
Une étude de 2015 estime qu'« une augmentation du taux de déportation des immigrés et d'un resserrement des contrôles aux frontières affaiblit le marché du travail peu qualifié et augmente le chômage et des autochtones faiblement qualifiés » ; en sens inverse, une légalisation du statut de ces immigrés réduit le taux de chômage des autochtones faiblement qualifiés et augmente le niveau de revenu par tête.
Une étude de 2017 montre qu'un plus grand contrôle des immigrés clandestins augmente la probabilité que leurs enfants, nés sur le sol américain, vivent en situation de pauvreté.
En 2021, une étude estime que les immigrés clandestins ont un effet positif sur l'emploi et le salaire des autochtones.
En 2018, une étude ne trouve aucun effet de l'arrestation d'immigrés clandestins aux États-Unis sur le niveau d'emploi des autochtones. Une étude américaine de 2020 montre que l'arrestation d'immigrés clandestins dans le pays menait à une chute de la production dans l'industrie laitière américaine ; aussi, que les entreprises de l'industrie laitière américaine répondent à une augmentation des arrestations des immigrés clandestins par une substitution du facteur travail par le facteur capital, c'est-à-dire en automatisant leur travail.

## Effets sur les pays d'émigration

### Effets positifs
La recherche économique tend à aboutir à la conclusion que l'immigration est également bénéfique pour les pays d'émigration,. Une étude de di Giovanni, Levchenko et Ortega (2015) montrent un effet positif sur le niveau de vie à la fois du pays d'accueil, et d'envoi : « l'effet sur le niveau de vie de l'immigration est substantiel, à hauteur d'environ 5  % à 10 % pour les pays qui reçoivent des immigrés, et 10 % pour les pays qui reçoivent des transferts de fonds de la part des immigrés ».

### Effets négatifs
L'économie observe depuis le XIXe siècle des effets négatifs à l'émigration sur le pays d'envoi.

## Effets sur le niveau de vie des immigrés

### Au niveau mondial
Dans une étude de 2005, Walmsley et Winters estiment qu'une réduction, même faible, des barrières à la mobilité du facteur travail entre pays pauvres et pays riches aurait un effet plus élevé sur la réduction de la pauvreté mondiale que de réduire le nombre de mesures protectionnistes ou de continuer la libéralisation des échanges économiques. Dans une étude de 2019 dans le Journal of Development Economics, Clemens et Pritchett écrivent que l'immigration de travailleurs de lieux à faible productivité de lieux à haute productivité « semble de loin être la politique publique la plus efficace pour réduire la pauvreté ».
Branko Milanović appui cette thèse, en soutenant que le pays de résidence est le plus important déterminant des inégalités de revenu mondiales, ce qui suggère qu'une réduction des barrières à la mobilité du facteur travail réduiraient les inégalités de revenus,. Une étude de 2018 estime qu'une augmentation du libre-échange aurait un effet de réduction des inégalités salariales.

### Au niveau national
Certaines études ont cherché à déterminer l'effet d'une immigration sur le niveau de salaire ou de vie des personnes ayant immigré.
Une étude menée par Clemens, Montenegro et Pritchett en 2019 montre qu'une immigration aux États-Unis depuis 42 pays pauvres permet l'augmentation du niveau de revenu de l'immigré. L'augmentation est une multiplication par 16,4 dans le cas le plus extrême (immigration depuis le Yémen), et d'1,7 dans le cas du Maroc. Cela corrobore une étude de 2017 sur l'immigration mexicaine aux États-Unis, qui estimait que le revenu des ménages immigrés était multiplié par cinq en peu de temps après leur arrivée. Ainsi, le gain pour les immigrés est plus élevé que ce qui aurait été possible en vertu des programmes de développement économique.
Une étude menée sur des immigrés de Tonga ayant gagné à la loterie des visas pour la Nouvelle-Zélande montre une augmentation du revenu de 263 % des immigrés après un an dans le nouveau pays, par rapport aux Tongiens restés dans leur pays. Une étude de plus long terme sur ce cas trouve des résultats similaires : ceux qui ont gagné la loterie et se sont installés en Nouvelle-Zélande « continuent de gagner presque 300 % de plus que ceux qui n'ont pas immigré. Ils ont une meilleure santé mentale, vivent dans des ménages avec des dépenses plus élevées de 250 %, sont propriétaires de plus de véhicules ». Au cours de leur vie, le gain de ses immigrés est estimé à 315 000 dollars néozélandais.
Une étude menée sur des travailleurs immigrés européens au Royaume-Uni montre également un effet nettement positif.

## Effets sur les flux économiques internationaux

### Augmentation des exportations
La recherche économique montre un effet positif de l'immigration sur les exportations,,,,. En 2018, Dany Bahar et Hillel Rapoport montrent qu'« une augmentation de 10% d'immigrés issus de pays qui exportent un bien est associée avec une augmentation de 2% de la probabilité que le pays hôte commence à exporter ces biens dans la décennie qui suit [alors qu'elle ne le produisait pas avant] ».

### Augmentation des investissements
Certains articles de recherche ont montré un effet positif de l'immigration sur les flux financiers entre les pays d'émigration et d'immigration,.